# 삼성 NX1
삼성 NX1(Samsung NX1)은 16-50mm f/2.0-2.8 "S" 렌즈를 갖춘 2820화소의 미러리스 카메라이다.

## 기능
기본 운영 체제로 타이젠 OS를 사용한다. 4K 동영상 녹화를 지원한다. 날씨에 견고한 마그네슘 합금 바디, 3인치 틸트 가능한 슈퍼 아몰레드 터치스크린 디스플레이, 2.36M 도트 OLED EVF(5ms 지연), 카메라 상단의 LCD 디스플레이, 802.11ac 와이파이 및 블루투스 내장, USB 3.0 인터페이스, 프레임의 90%를 차지하는 205개 위상 감지 포인트의 하이브리드 AF 시스템, 연속 자동 초점이 가능한 15fps 버스트 슈팅을 지원하며 HDMI를 통한 4:2:2 8비트 4K 동영상 출력, 문맥 대응 적응형 노이즈 감소, 스트라이프 패턴 AF 일루미네이터(15m 범위), 선택적 배터리 그립이 가능하다. 이면 조사형 APS-C 크기의 센서를 갖춘 최초의 상용 카메라로서, 이미지 센서 유형은 BSI-CMOS이다.